# عصمت‌آباد (مهریز)
عصمت‌آباد (مهریز)، روستایی از توابع بخش مرکزی شهرستان مهریز در استان یزد ایران است.
اطلاعات گردشگری جمعیتی و خدماتی روستا
وضع طبیعی روستای عصمت اباد دهستان خورمیز بصورت دشتی می‌باشد. و راه زمینی این روستا بصورت جاده آسفالته می‌باشد.
این روستا براساس سرشماری مرکز آمار ایران سال ۱۳۹۰ دارای جمعیت کل ۸۰۹ و جمعیت مرد ۴۳۹ و جمعیت زن ۳۷۰ می‌باشد. تعداد خانوار این روستا ۲۴۶ خانوار و دارای تعداد واحد مسکونی ۲۴۱ می‌باشد.
جلوی هر یک موارد باید دارد یا ندارد باشد: این روستا زمین ورزشی ندارد، سالن ورزشی دارد، کتابخانه عمومی دارد،  دو مسجد دارد، امام زاده ندارد، شبکه سراسری برق دارد، موتور برق دیزلی ندارد، انرژی نو (خورشیدی ، بادی و…) ندارد، گاز لوله کشی دارد، آب لوله کشی دارد.
این روستا حمام عمومی ندارد، دسترسی عمومی به اینترنت ندارد، دسترسی به وسیله نقلیه عمومی دارد. و این روستا بقالی ندارد، نانوایی دارد ، یک قبرستان دارد .
توجه: اطلاعات آبادی های ۳ خانوار و کمتر به منظور حفظ محرمانگی با علامت * مشخص شده است. آبادی های که با عبارت NULL  یا کد صفر ۰ مشخص شده ،فاقد اطلاعات جمعیتی  و خالی از سکنه است و فقط حاوی اطلاعات امکانات و تسهیلات میباشد.]]

## جمعیت
این روستا در دهستان خورمیز قرار دارد و براساس سرشماری مرکز آمار ایران در سال ۱۳۸۵، جمعیت آن ۸۸۰ نفر (۲۲۳خانوار) بوده‌است.